# Шундиков, Сергей Викторович
Сергей Викторович Шундиков (10 июля 1981, Новая Гута, Гомельская область) — белорусский дзюдоист полусредней весовой категории, выступал за сборную Белоруссии на всём протяжении 2000-х годов. Участник двух летних Олимпийских игр, чемпион Европы, серебряный призёр чемпионата мира, победитель многих турниров национального и международного значения. Заслуженный мастер спорта Республики Беларусь.

## Биография
Родился 10 июля 1981 года в агрогородке Новая Гута Гомельской области Белорусской ССР. Активно заниматься борьбой начал в возрасте семи лет, тренировался в местной секции под руководством отца Виктора Павловича Шундикова, мастера спорта СССР по самбо. Позже проходил подготовку в специализированной детско-юношеской школе олимпийского резерва Гомельского района у тренера В. Н. Сенькевича.
Впервые завил о себе в сезоне 1998 года, выиграв серебряную медаль на международном кадетском турнире в Бремене. Два года спустя стал серебряным призёром чемпионата Европы среди юниоров в Никосии.
Первого серьёзного успеха на взрослом международном уровне добился в 2001 году, когда попал в основной состав белорусской национальной сборной и дебютировал в зачёте Кубка мира, в частности на домашнем этапе в Минске получил в полусредней весовой категории серебряную награду. В следующем сезоне на минском этапе мирового кубка завоевал золото, кроме того, добавил в послужной список серебряную медаль, выигранную на командном европейском первенстве в Мариборе. В 2003 году стал чемпионом Белоруссии в полусреднем весе, победил на международном турнире в немецком Брауншвейге, тогда как на чемпионате Европы в Дюссельдорфе занял лишь пятое место.
В 2004 году вновь взял золото на этапе Кубка мира в Минске, серебро на Суперкубке мира в Москве, бронзу на этапе в Будапеште, стал обладателем европейского клубного кубка. Благодаря череде удачных выступлений удостоился права защищать честь страны на летних Олимпийских играх в Афинах — выиграл здесь стартовый поединок, но во втором проиграл азербайджанцу Мехману Азизову и лишился тем самым всяких шансов на попадание в число призёров.
На этапах Кубка мира 2005 года в Таллине и Варшаве Шундиков взял верх над всеми своими соперниками и завоевал, соответственно, золотые награды. Также он занял первое место на европейском клубном кубке, получил бронзу на чемпионате мира среди военнослужащих в Санкт-Петербурге, в то время как в зачёте белорусского национального первенства был лишь вторым. Год спустя завоевал золотую медаль на чемпионате Европы в финском Тампере, где победил в финале олимпийского чемпиона из Италии Джузеппе Маддалони. Занял третье место на Кубке мира в Минске, на командном европейском первенстве в Белграде, на чемпионате мира среди военнослужащих в Винковицах. В 2007 году пытался защитить звание чемпиона Европы, но в решающем поединке был побеждён поляком Робертом Кравчиком и вынужден был довольствоваться серебряной наградой. Помимо этого, он одержал победу на Кубке мира в Бухаресте.
Будучи одним из лидеров дзюдоистской команды Белоруссии, благополучно прошёл квалификацию на Олимпийские игры 2008 года в Пекине. На сей раз в стартовом поединке проиграл корейцу Ким Джэ Бому, который в итоге стал серебряным призёром этой Олимпиады. В утешительных встречах также не имел успеха, вновь потерпел поражение от поляка Кравчика.
После пекинской Олимпиады Сергей Шундиков ещё в течение некоторого времени оставался в основном составе белорусской национальной сборной и продолжал принимать участие в крупнейших международных турнирах. Так, в 2009 году он одержал победу на этапе Кубка мира в Варшаве и на турнире Большого шлема в Москве, тогда как на чемпионате мира в Роттердаме получил серебряную медаль, в финальном поединке проиграл россиянину Ивану Нифонтову. Последний раз показал сколько-нибудь значимый результат на международной арене в сезоне 2010 года, когда занял пятое место на гран-при Дюссельдорфа в Германии. Вскоре по окончании этих соревнований из-за травм принял решение завершить карьеру профессионального спортсмена, уступив место в сборной молодым белорусским дзюдоистам. За выдающиеся спортивные достижения удостоен почётного звания «Заслуженный мастер спорта Республики Беларусь» (2010).
Окончил юридический факультет Белорусского государственного университета, а также Институт повышения квалификации и переподготовки руководящих работников и специалистов физической культуры, спорта и туризма Белорусского государственного университета физической культуры по специальности «Тренерская работа». С 2012 года работает тренером-преподавателем на кафедре физвоспитания и спорта БГУ.
Женат, воспитывает 2 сыновей.